# Liste historischer Weltkarten
Diese Liste historischer Weltkarten umfasst Karten aus der Zeit bis 1800, die den zum Zeitpunkt und am Ort ihres Entstehens bekannten Teil der Erdoberfläche abbilden und den Anspruch einer Weltkarte besitzen.
Die ältesten bekannten Weltkarten stammen aus der Antike und basieren auf dem Paradigma der flachen Erde.
Weltkarten, die von einer kugelförmigen Erde ausgehen, erscheinen erstmals in hellenistischer Zeit. Die Entwicklungen in der griechischen Geografie in dieser Zeit, insbesondere die von Eratosthenes und Posidonius, erreichten ihren Höhepunkt in der römischen Ära mit der Weltkarte des Ptolemäus im 2. Jahrhundert n. Chr., die auch im Mittelalter noch maßgebend war.
Seit Ptolemäus ermöglichte das Wissen um die ungefähre Größe der Erde den Kartographen, den Umfang ihrer geographischen Kenntnisse abzuschätzen und Teile des Planeten, deren Existenz bekannt, aber noch nicht erforscht war, als terra incognita zu bezeichnen.
Mit dem Zeitalter der Entdeckungen im 15. bis 18. Jahrhundert wurden die Mappae mundi perfektioniert.
Die Erforschung des antarktischen Kontinents, Australiens und des Inneren Afrikas durch westliche Kartographen erfolgte im 19. und frühen 20. Jahrhundert und wird in dieser Liste nicht mehr aufgeführt.

## Antike
| Jahr                               | Autor/Kartograph               | Titel                                                              | Ort bzw. Land   | Beschreibung, Projektion | Erfasstes Gebiet | Bild mit Quelle |
| ---------------------------------- | ------------------------------ | ------------------------------------------------------------------ | --------------- | --- | --- | --------------- |
| 700–500 v. Chr.                    | unbekannt                      | Babylonische Weltkarte                                             | Babylonien      | | |                 |
| ca. 610–546 v. Chr.                | Anaximander                    |                                                                    |                 | | siehe die Rekonstruktion der Karte von Anaximander |                 |
| ca. 550–476 v. Chr.                | Hekataios von Milet            |                                                                    |                 | Hekataeus beschrieb die Länder und Bewohner der bekannten Welt, wobei der Bericht über Ägypten besonders umfangreich war; die Beschreibungen wurden von einer Karte begleitet, die auf Anaximanders Karte der Erde basierte, die er korrigierte und erweiterte. Das Werk ist nur in etwa 374 Fragmenten überliefert, von denen der weitaus größte Teil in dem von Stephanos von Byzanz zusammengestellten geographischen Lexikon Ethnica zitiert wird. | siehe die Rekonstruktion der Karte von Hekataios |                 |
| 276–194 v. Chr.                    | Eratosthenes                   |                                                                    |                 | Eratosthenes war der erste Geograf, der Parallelen und Meridiane in seine kartografischen Darstellungen einbezog, was sein Verständnis der kugelförmigen Natur der Erde beweist. | Eratosthenes zeichnete eine verbesserte Weltkarte, in die Informationen aus den Feldzügen Alexanders des Großen und seiner Nachfolger einflossen. Asien wurde breiter, was dem neuen Verständnis der tatsächlichen Größe des Kontinents entsprach. siehe auch die 1883er Rekonstruktion von Eratosthenes Karte |                 |
| ca. 135–51 v. Chr.                 | Poseidonios                    |                                                                    |                 | | Dargestellt ist eine Rekonstruktion der Ideen von Posidonius über die Positionen der Kontinente aus dem Jahr 1628 (viele Details konnten Posidonius nicht bekannt sein). |                 |
| ca. 64 v. Chr. – 24 n. Chr.        | Strabon                        |                                                                    |                 | In den Büchern der Geographika ist eine Karte von Europa enthalten. Die gesamten Weltkarten nach Strabo sind Rekonstruktionen aus seinem schriftlichen Text. | siehe die Rekonstruktion der Karte von Strabon |                 |
| ca. 12–7 v. Chr.                   | Marcus Vipsanius Agrippa       | Weltkarte des Marcus Vipsanius Agrippa                             | Römisches Reich | Die Karte wurde in Marmor gehauen und im Porticus Vipsania, nicht weit von der Via Flaminia, aufgestellt. Die Karte ist heute verloren, kann aber anhand der Beschreibung der Naturalis historia von Plinius dem Älteren rekonstruiert werden. | |                 |
| um 43 n. Chr.                      | Pomponius Mela                 | Weltkarte von Pomponius Mela                                       | Römisches Reich | Rekonstruktion der Weltkarte von Pomponius Mela durch Konrad Miller (1898); In Bezug auf die Aufteilung und die Grenzen Europas, Asiens und Afrikas wiederholt er Eratosthenes; wie alle klassischen Geographen seit Alexander dem Großen (mit Ausnahme von Claudius Ptolemäus) betrachtet er das Kaspische Meer als einen Meeresarm des Nördlichen Ozeans, der mit dem Persischen Golf und dem Arabischen Golf (Rotes Meer) im Süden zusammenfällt.   | |                 |
| ca. 120 n. Chr.                    | Marinos von Tyros              | Weltkarte des Marinos von Tyros                                    | Römisches Reich | Marinos von Tyros erfand die gleichwinklige Projektion, die noch heute bei der Erstellung von Karten verwendet wird. Einige von Marinus’ Ansichten werden von Ptolemäus berichtet. Sein wichtigstes Vermächtnis ist, dass er erstmals jedem Ort eine eigene geographische Breite und Länge zuwies; als Nullmeridian verwendete er den „Meridian der Glücklichen Inseln (Kanarische Inseln oder Kapverdische Inseln)“.                                  | erste Weltkarten im Römischen Reich, auf denen China eingezeichnet war, Marinus war der Meinung, dass der Okeanos durch die Kontinente (Europa, Asien und Afrika) in einen östlichen und einen westlichen Teil geteilt wurde. Er war der Meinung, dass sich die bewohnte Welt in der Breite von Thule (Shetlandinseln) bis Agisymba (Wendekreis des Steinbocks) und in der Länge von der Glücklichen Inseln bis Shera (China) erstreckte. Marinus prägte auch den Begriff Antarktis, der sich auf das Gegenteil des Polarkreises bezieht. |                 |
| um 124 n. Chr.                     | Dionysios von Alexandria       |                                                                    | Römisches Reich | Rekonstruktion der Weltkarte durch Konrad Miller (1898) aus der Beschreibung der damals bekannten Welt „Periegesis tes oikumenes“ in 1186 Hexametern | |                 |
| um 150 n. Chr.                     | Claudius Ptolemäus             | Weltkarte von Ptolemäus                                            | Römisches Reich | aus Atlas Geographike Hyphegesis, keine Originalkarte erhalten, dargestellt ist die älteste erhaltene ptolemäische Weltkarte, neu gezeichnet nach seiner 1. Projektion durch Mönche in Konstantinopel unter Maximos Planudes um 1300 | |                 |
| ca. 375 n. Chr.                    |                                | Tabula Peutingeriana                                               | Römisches Reich | Benannt nach Konrad Peutinger (1465–1547), der im späten 15. Jahrhundert eine karolingerzeitliche Vorlage abschrieb, die wiederum auf das Original einer römischen Straßenkarte zurückgeht. | |                 |
| frühes 5. Jahrhundert              | Orosius                        | P. Orosii Mappamundi                                               |                 | Rekonstruktion der Weltkarte durch Konrad Miller (1898) | |                 |
| 4. oder 5. Jahrhundert             | Iulius Honorius                | Sphaera Julii Honorii                                              |                 | Rekonstruktion der Weltkarte durch Konrad Miller (1898) | |                 |
| erstes Viertel des 5. Jahrhunderts | Macrobius Ambrosius Theodosius | Abbildung der Erde aus Macrobius, Commentarii in Somnium Scipionis | Römisches Reich | Die mittelalterlichen Abschriften seines Cicero-Kommentars enthielten Karten, welche für die Entwicklung der mittelalterlichen Kartografie von Bedeutung waren. Zahlreiche mittelalterliche Karten, insbesondere aus dem 12. Jahrhundert, gehen auf seine Ausführungen zurück; kein anderer antiker Autor hat das geographische Weltbild des Mittelalters stärker geprägt als Macrobius.                                                               | Er beschreibt eine in Klimazonen unterteilte Erdsphäre mit einem irrtümlichen äquatorialen Ozean, der die nördliche bewohnbare Zone (ecumene) von der Zone trennt, in der die Antipoden leben würden. |                 |
| 6. Jahrhundert                     | Cosmas Indicopleustes          | Weltkarte von Cosmas Indicopleustes                                |                 | Norden oben | eine rechteckige Landmasse in der Mitte des Weltozeans (Okeanos), in der westlichen Hälfte der Römische Golf (d. h. das Mittelmeer), mit Einbuchtungen für die unmarkierten Meere Adria und Ägäis/Schwarzes Meer. Drei weitere Meere: Kaspisches Meer im Nordosten und der Arabische (d. h. der Rote) und der Persische Golf im Süden. Im äußersten Osten, jenseits des Ozeans, ist das irdische Paradies dargestellt, von dem vier Flüsse ausgehen die den Ozean unterqueren oder durchqueren, um Asien und Afrika zu erreichen.         |                 |

## Mittelalter: Von der Radkarte zur Alten Welt
| Jahr                               | Autor/Kartograph | Titel                                                                                                 | Ort bzw. Land             | Beschreibung, Projektion | Erfasstes Gebiet | Bild mit Quelle |
| ---------------------------------- | --- | --- | ------------------------- | --- | --- | --------------- |
| ca. 636                            | Isidor von Sevilla | TO-Karte von Isidor von Sevilla                                                                       | Spanien                   | aus den Etymologiae, qualitative und konzeptionelle Art der mittelalterlichen Kartografie stellt nur die obere Hälfte einer kugelförmigen Erde dar und wurde vermutlich stillschweigend als geeignete Projektion des in römischer und mittelalterlicher Zeit bekannten bewohnten Teils der Welt (d. h. der nördlichen gemäßigten Hälfte des Globus) angesehen.         | Das T ist das Mittelmeer, das die drei Kontinente Asien, Europa und Afrika trennt, und das O ist der umgebende Ozean. Jerusalem wurde im Allgemeinen in der Mitte der Karte dargestellt. Asien war in der Regel so groß wie die beiden anderen Kontinente zusammen. Da die Sonne im Osten aufgeht, wurde das Paradies (der Garten Eden) im Allgemeinen in Asien dargestellt, und Asien befand sich im oberen Teil der Karte.                                                                                         |                 |
| ca. 636                            | Isidor von Sevilla | | Spanien                   | Isidors Weltsicht als mappa mundi, rekonstruiert von Konrad Miller nach den geographischen Ausführungen in den Etymologiae | |                 |
| um 700                             | Geograph von Ravenna | |                           | Das Werk trägt den Titel „Cosmographia“ und war ursprünglich in griechischer Sprache verfasst. Es ist in einer im 9. Jh. angefertigten lateinischen Übersetzung erhalten. Rekonstruktion der Weltkarte durch Konrad Miller (1898) | |                 |
| zweite Hälfte des 8. Jahrhunderts  | unbekannt | Mappa mundi d’Albi                                                                                    | Frankreich                | | Die Karte zeigt 23 Länder auf drei Kontinenten und erwähnt mehrere Städte, Inseln, Flüsse und Meere. Die bekannte Welt ist in Form eines nach unten offenen Hufeisens dargestellt, das sich an der Straße von Gibraltar öffnet und das Mittelmeer umschließt, wobei der Nahe Osten oben, Europa links und Nordafrika rechts liegen. |                 |
| erste Hälfte des 10. Jahrhunderts  | al-Masʿūdī | al-Masʿūdīs-Weltkarte                                                                                 |                           | auf der Nord-Süd-Achse umgedreht | umfasst auch einen Kontinent westlich der Alten Welt | [ 4 ]           |
| 10. Jahrhundert                    | al-Istachrī | Weltkarte von al-Istachrī                                                                             |                           | keine Projektionen, Koordinaten oder Raster, Weltkarte ist rund und nach Süden orientiert | Norden und Süden sind als Wüsten dargestellt, was fehlendes Wissen über diese Regionen offenbart. | [ 5 ]           |
| 10. Jahrhundert                    | Ibn Hauqal | Weltkarte von Ibn Hauqal                                                                              |                           | Süden oben | im Zentrum die Siedlungen der Araber, rechts unten das Mittelmeer mit Peloponnes, Süditalien und der iberischen Halbinsel; links unten Asien und Osteuropa, im oberen Halbkreis Afrika mit dem Nil, der annähernd waagerechte Strich rechts bezeichnet die Länder des Maghreb (Atlas) |                 |
| 10. Jahrhundert                    | Abbo von Fleury | | Frankreich                | Abbos Weltkarte nach Macrobius Ambrosius Theodosius in „Varia scripta arithmetica et chronologica : Ms. Phill. 1833“ | | [ 6 ]           |
| 1025–1050                          | Beatus von Liébana | Angelsächsische Weltkarte                                                                             |                           | Osten oben, Ungewöhnliche Darstellung aller Wasserwege Afrikas, nicht nur das Rote Meer, in Rot (Berge sind grün) | Darstellung des Fernen Ostens ist ehrgeizig, einschließlich Indien und Taprobane, Großbritannien detailliert dargestellt (ungewöhnlich für mittelalterliche Verhältnisse als Insel), Irland und die vielen schottischen Inseln, Island verwirrt den Kartographen ein wenig, da es sowohl mit einer Version seines klassischen Namens „Thule“ nordwestlich von Großbritannien als auch als „Insel“ dargestellt wird, die mit Skandinavien verbunden ist                                                               |                 |
| 1050                               | Beatus von Liébana | Karte aus dem Saint-Sever Beatus                                                                      | Frankreich                | eine der ältesten christlichen Weltkarten als Illustration, obwohl Originalmanuskript und Karte nicht erhalten sind, sind Kopien der Karte in mehreren anderen erhaltenen Manuskripten überliefert | | [ 7 ]           |
| 1072                               | Mahmūd al-Kāschgharī | Karte im Dīwān Lughāt al-Turk                                                                         |                           | nach Osten ausgerichtete Weltkarte | rund um die karachanidische Residenzstadt Balasagun als Mittelpunkt eine Auswahl von Ländern, Städten und Völkern, Bergen, Flüssen und Seen der Mahmūd al-Kāschgharī bekannten, von einem Ozean kreisförmig umschlossenen Welt; Kaspisches Meer im Norden, Irak, Armenien, Jemen und Ägypten im Westen, China und Japan im Osten, Hindustan, Kaschmir, Gog und Magog im Süden |                 |
| um 1120                            | Lambert von Saint-Omer | Karte im Liber Floridus                                                                               |                           | | |                 |
| 1154                               | al-Idrisi | Tabula Rogeriana                                                                                      | Marokko                   | Süden oben, für den normannischen König Roger II. von Sizilien gezeichnet, in arabischer Sprache verfasst; runde Weltkarte von Al-Idrisi nach dem Exemplar von 'Alî ibn Hasan al-Hûfî al-Qâsimî von 1456 bzw. Rekonstruktion der Karte durch Konrad Miller von 1929 | eurasischer Kontinent in seiner Gesamtheit, aber nur den nördlichen Teil des afrikanischen Kontinents | [ 8 ]           |
| zweite Hälfte des 12. Jahrhunderts | vermutlich Kloster Reichenau | Tabula Peutingeriana                                                                                  | Süddeutschland            | Kopie einer spätantiken römischen Straßenkarte als 680 cm × 34 cm große Rollkarte | Strassennetz aller den Römern bekannten Weltregionen von Britannien bis Indien. |                 |
| ca. 1190                           | unbekannt | Sawley-Karte                                                                                          | England                   | früheste erhaltene mappa mundi, die in England hergestellt wurde, Sie ist farbig, wobei Grün den Ozean und Violett die Flüsse darstellt. Orte sind durch Kreise, Quadrate und bildhafte Symbole wie Türme oder, im Falle Jerusalems, einen Tempel gekennzeichnet. | drei Kontinente: Asien, Afrika und Europa von einem Weltmeer umgeben; Delos, das im Zentrum liegt, war für seine heidnischen Tempel bekannt. Sie wird als Kreis dargestellt, der von kleineren Kreisen (den Kykladen) umgeben ist. Die Orkneys sind auf die gleiche Weise dargestellt. |                 |
| um 1260                            | unbekannt | Londoner Psalterkarte                                                                                 |                           | Geostete Weltkarte | |                 |
| 1265                               | Brunetto Latini | Silent World Map                                                                                      |                           | nach Süden ausgerichtet | | [ 10 ]          |
| um 1290                            | Richard de Bello | Hereford-Karte                                                                                        | Deutschland               | Nach Osten ausgerichtete Radkarte | Mittelpunkt Jerusalem, Europa, Nordostafrika, Westasien |                 |
| um 1300                            | Gervasius von Tilbury | Ebstorfer Weltkarte                                                                                   | Deutschland               | Nach Osten ausgerichtete Radkarte, Welt als Leib Christi, Arche Noah, Amazonen | Mittelpunkt Jerusalem, Europa mit doppelten Mittelmeerinseln |                 |
| frühes 14. Jahrhundert             | Heinrich von Huntingdon | | England                   | Karte in einem Zwischenzustand zwischen einer T-O-Karte und einer mappa mundi mit dem Zentrum Delos (nach griechischer Tradition) im französischen Manuskript von Heinrich von Huntingdon, Imago mundi | In dieser Ausrichtung befindet sich Asien oben, Afrika unten rechts und Europa unten links; Die Geografie ist etwas weniger formell, z. B. die Alpen, die Donau, Karthago und Kreta. Das Mare Occeanum ist eine Halskette aus roten und blauen Unzialen und der mit dem Kompass gezeichnete Kreis sind die Kykladen. | [ 11 ]          |
| 1321                               | Pietro Vesconte | |                           | Geostete Weltkarte, enthalten im Liber secretorum fidelium crucis des Marino Sanudo dem Älteren | |                 |
| um 1349                            | Zayn al-Din ibn al-Wardi | |                           | aus „Kharīdat al-ʻajāyib wa-tuḥfat al-gharāyib“; Bei dem Manuskript handelt es sich um eine Kosmologie, die nicht den Anspruch erhebt geografisch genau zu sein, sondern dem Leser lediglich einen systematischen Überblick über das zu dieser Zeit vorhandene Wissen über die Welt zu geben.                                                                          | mittig befinden sich die beiden heiligsten Städte des Islam: Mekka und Medina, im Norden liegen China und Indien und im Süden die „christlichen Sekten und die Staaten von Byzanz“, Die äußeren Kreise stellen die Meere dar. | [ 12 ]          |
| 1375                               | Kartenwerkstatt von Abraham und Jehuda Cresques | Katalanischer Weltatlas                                                                               | Königreich Aragón         | | |                 |
| nach 1389                          | unbekannt | Da Ming Hunyi Tu (chinesisch: 大明混一图; wörtlich: „Zusammengefasste Karte des Großen Ming-Reiches“) | China                     | Karten dieser Art wurden etwa seit den 1320er Jahren hergestellt, frühere Exemplare sind aber verloren gegangen, sodass das früheste erhaltene Exemplar die aufwendige, farbenfrohe Da Ming Hunyi Tu ist, die auf 17,6 m² (386 × 456 cm) steife Seide gemalt wurde. | China liegt in der Mitte und Europa sehr klein und horizontal gestaucht am Rand. Die Küste Afrikas ist ebenfalls aus der Perspektive des Indischen Ozeans dargestellt, wobei das Gebiet um das Kap der Guten Hoffnung gezeigt wird. |                 |
| spätes 14. Jahrhundert             | Ranulf Higden | | England                   | Osten ist oben | Jerusalem liegt in der Mitte, das Rote Meer oben rechts ist rot eingefärbt | [ 13 ]          |
| 1402                               | unbekannt | Kangnidokarte (Honil Gangni Yeokdae Gukdo Ji Do)                                                      | Korea                     | | Korea, China, Indien, proportional klein Arabien, Afrika, Südeuropa |                 |
| 1411/ 1415                         | Albertin de Virga | De-Virga-Weltkarte                                                                                    | Italien                   | Nach Norden ausgerichtete Radkarte | |                 |
| 1424                               | Zuane Pizzigano | Pizzigano Karte                                                                                       | Italien                   | erste kartografische Darstellung der Phantominsel Antilia | |                 |
| 1436                               | Andrea Bianco | Bianco-Weltkarte                                                                                      |                           | | |                 |
| 1448                               | Andreas Walsperger | Weltkarte des Andreas Walsperger                                                                      | Deutschland               | Nach Süden ausgerichtete Radkarte, Winde, Tierkreiszeichen, Planeten, Fixsterne | | [ 14 ]          |
| ca. 1450                           | unbekannt | Borgia-Karte                                                                                          |                           | | |                 |
| 1452–1453                          | Giovanni Leardo | Weltkarte von Leardo                                                                                  | Italien                   | von Leardo sind drei seiner Weltkarten erhalten geblieben, die von ihrem Schöpfer signiert wurden; dies ist die älteste Weltkarte in der Bibliothek der American Geographical Society, zwei weitere Karten von Leardo, die ähnlich, aber nicht identisch sind, befinden sich in Italien, in der Biblioteca Comunale in Verona und im Museo Civico in Vicenza           | Die Karte zeigt die Teile der Welt, die den Europäern im späten Mittelalter bekannt waren – Europa, Asien und Afrika – und, wie auf vielen mittelalterlichen Wandkarten, Jerusalem in der Mitte und den Osten an der Spitze. |                 |
| 1450–1460                          | wahrscheinlich von der katalanischen kartografischen Schule um die Mitte des 15. Jahrhunderts angefertigt, da sie auch die Kapverdischen Inseln und Kap Roxo an der Westküste Afrikas zwischen Senegal und Guinea-Bissau abbildet, Gebiete, die von den Portugiesen nach 1450 erkundet wurden. | Carta Catalana                                                                                        |                           | Innerhalb der Kontinente sind zahlreiche Dekorationen und Bildunterschriften abgebildet, die von biblischen Erzählungen inspiriert sind, unter anderem mit der Darstellung des irdischen Paradieses, Geschichten aus der volkstümlichen Überlieferung, wie die Herrschaft des Priesters Johannes, und Erzählungen von Reisenden, darunter die Berichte von Marco Polo. | |                 |
| 1457                               | unbekannt | Genuesische Weltkarte                                                                                 |                           | Die Karte beruht vermutlich überwiegend eher auf den Reiseberichten des Niccolo di Conti, denn auf denen des Marco Polo. | |                 |
| 1459                               | Fra Mauro | Fra Mauros Weltkarte                                                                                  | Italien                   | Nach Süden ausgerichtete Radkarte | Europa, Nordostafrika, Westasien | [ 16 ]          |
| 1467                               | Donnus Nicolaus Germanus | |                           | | |                 |
| 1468                               | Donnus Nicolaus Germanus | Totius Orbis Habitabilis Brevis Descriptio                                                            | Italien                   | [ 17 ] | [ 18 ] |                 |
| 1470                               | unbekannt | Zeitzer Weltkarte                                                                                     | Deutschland               | Nach Süden ausgerichtete Radkarte | | [ 19 ] [ 20 ]   |
| 1474                               | Taddeo Crivelli (Kupferstecher) | Italien                                                                                               |                           | am 22. April 1474 von Crivelli und seinem Partner Francesco Puteolano separat veröffentlicht, keine Originalexemplare erhalten, vier Exemplare eines Nachdrucks von der Originalplatte durch Petrus de Nobilibus in Rom im späten 16. Jahrhundert (um 1590) sind erhalten                                                                                              | |                 |
| 1477                               | Taddeo Crivelli (Kupferstecher) | Italien                                                                                               |                           | Karte aus der Bologna-Ausgabe der „Geographia“ von Ptolemäus | |                 |
| 1478                               | | Italien                                                                                               | Habitabilis Nostre Tabula | Karte aus der Rom-Ausgabe der „Geographia“ von Ptolemäus | |                 |
| 1482                               | | |                           | Karte aus Spanien der „Geographia“ von Ptolemäus | | [ 21 ]          |
| um 1490                            | Henricus Martellus Germanus (Heinrich Hammer) | Martellus-Weltkarte                                                                                   |                           | Die Weltkarte ähnelt in bemerkenswerter Weise dem Erdglobus, der später von Martin Behaim im Jahr 1492 hergestellt wurde. Beide zeigen starke Einflüsse von Ptolemäus, und beide stammen möglicherweise von Karten ab, die Bartolomeo Kolumbus um 1485 in Lissabon erstellt hatte.                                                                                     | |                 |
| 1491                               | unbekannt | | Frankreich                | dargestellte Weltkarte aus den Lyon-Blöcken ist eine der ersten gedruckten Weltkarten, aus Le mer des hystoires, der monumentalen Enzyklopädie der Weltgeschichte, die erstmals 1475 in Lübeck von Lucas Brandis gedruckt wurde | | [ 23 ]          |
| 1491–1493                          | Martin Behaim | Martin Behaims Erdapfel                                                                               | Deutschland               | ältester erhaltener Erdglobus der Welt | Amerika ist noch nicht enthalten, da Kolumbus frühestens im März 1493 nach Spanien zurückkehrte. Enthalten sind ein ziemlich vergrößerter eurasischer Kontinent und ein leerer Ozean zwischen Europa und Asien. Die mythische Sankt-Brendan-Insel ist vertreten. Japan und die asiatischen Inseln sind überproportional groß. |                 |
| 1492                               | | vermutete Portolankarte von Christoph Kolumbus                                                        |                           | frühes Faksimile | zeigt das klassische Bild des Mittelmeerraums, ergänzt um die atlantischen Küstenlinien, die sich vom Süden Skandinaviens bis zur Mündung des Kongo erstrecken, enthält eine besonders umfassende Nomenklatur der gesamten afrikanischen Küste – ein Gebiet, in dem Kolumbus mind. eine Reise mit den Portugiesen unternommen hat. Im Osten umfasst sie das Schwarze sowie Rote Meer und im Westen eine Reihe von teils realen, teils imaginären Inseln, die sich von der Arktis bis zum Golf von Guinea erstrecken. | [ 25 ]          |
| 1493                               | Hartmann Schedel | Secunda etas mundi                                                                                    | Deutschland               | Karte aus der Schedelschen Weltchronik | |                 |

## 1500–1628: Amerika hält Einzug
| Jahr        | Autor/Kartograph                                         | Titel | Ort bzw. Land | Beschreibung, Projektion | Erfasstes Gebiet | Bild mit Quelle      |
| ----------- | -------------------------------------------------------- | --- | --- | --- | --- | -------------------- |
| 1500        | Juan de la Cosa                                          | | Spanien | erste bekannte europäische kartografische Darstellung Amerikas | [ 26 ] |                      |
| 1502        | Alberto Cantino                                          | Carta de Navigar per le Isole Nouam Trovate in le Parte de India | Portugal | Gesamtkarte | Eurasien ohne Malaiische Inseln und Japan, Afrika, Karibische Inseln, Ostküste Südamerikas |                      |
| 1502–1506   | anonym, wird Amerigo Vespucci zugeschrieben              | Vier-Finger-Karte | | Frühes Faksimile der Portolankarte von Kunstmann II aus der Sammlung von Edward Luther Stevenson. | Die Karte zeigt die Erkundung der neuen Welt durch Miguel Corte-Real und Amerigo Vespucci zwischen 1501 und 1502. Abgebildet sind: Grönland, Neufundland, Labrador sowie Kuba und Hispaniola als große Inseln, die Küstenlinie Südamerikas von San Lorenzo am Golf von Maracaibo bis zur Mündung des Orinoco. Die Küstenlinie von Kap San Roque bis zum Rio Cananea folgt den Informationen von Vespuccis Reise. | [ 27 ]               |
| 1503        | Gregor Reisch                                            | | Deutschland | Ptolemäische Weltkarte | | [ 28 ]               |
| 1505        | Nicolo de Caveri                                         | Caveri-Karte | Italien | Gesamtkarte | | [ 29 ]               |
| 1505        | Hermann Barckhusen                                       | | Deutschland | im Druck „Epistola Albericij. De novo mundo“ enthalten, darin berichtet Vespucci über seine transatlantische Seefahrt, bei der er als erster Europäer erkannte, dass die 1492 von Kolumbus entdeckten Gebiete nicht zu Asien gehören; Es ist die Kopie einer Karte, die 1478 in Rom erschien, sowohl Original als auch Druckvariante sind verschollen. Nur zwei Kopien dieser Karte sind erhalten, von denen die früheste und vollständigste Kopie in der in Rostock gedruckten Ausgabe des „Novus Mundus“ erhalten ist. | |                      |
| 1506        | Giovanni Matteo Contarini, Francesco Rosselli            | Contarini-Rosselli-Karte | Italien | | | [ 31 ] [ 32 ]        |
| 1506/ 1513? | Martin Waldseemüller, Johannes Schott                    | Orbis Typus Universalis Iuxta Hyrographorum Traditionem | Deutschland | | | [ 33 ]               |
| 1507        | Martin Waldseemüller, Matthias Ringmann                  | Universalis Cosmographia Secundum Ptholomaei Traditionem et Americi Vespucii Aliorumque Lustrationes | Deutschland | Nahost zentrierte Gesamtkarte in flächentreuer Kegelprojektion, westliche und östliche Hemisphäre (klein) in gleicher Weise | Welt nördlich von 30° s. Br., Nordamerika sehr schmal (nur Ostküste), Australien fehlend |                      |
| 1507        | Johannes Ruysch                                          | Universalior Cogniti Orbis Tabula | Deutschland | Atlantik zentrierte Gesamtkarte in längentreuer Kegelprojektion | Europa, Asien, Afrika, Nordostküste Südamerikas, Nordamerika fehlend bis auf einige Inseln sowie Neufundland als mit Asien verbunden |                      |
| 1508        | Francesco Rosselli                                       | | Italien | zwei Weltkarten auf demselben Passepartout, wahrscheinlich ursprünglich eine Doppelseite aus einem Buch, die Handkolorierung ist so stark, dass sie lange für ein Manuskript gehalten wurde, in Wirklichkeit eine Methode, die von Zeitgenossen angewandt wurde, um Drucke weniger wie Drucke aussehen zu lassen; früheste erhaltene Karte, die die Welt in 360 Längen- und 180 Breitengraden in einer ovalen Projektion zeigt | Das Hauptproblem der Kartographen des frühen 16. Jahrhunderts war, das ptolemäische Verständnis der Weltgeographie mit den geographischen Kenntnissen der Entdeckungsreisen nach Kolumbus in Einklang zu bringen, was Rosselli in dieser Karte versucht. Sie ist auch besonders wichtig, weil sie die einzige erhaltene Weltkarte eines zeitgenössischen Kartographen ist, die Kolumbus’ eigenes Verständnis der geographischen Ergebnisse seiner vierten Reise wiedergibt. Kolumbus’ Ortsnamen für Mittelamerika sind (wie von Kolumbus behauptet) entlang der Küste Asiens platziert, die sich nach Osten hin entsprechend der ptolemäischen Konzeption des Kontinents in ein halbinselförmiges Nordamerika erstreckt.                                 | [ 34 ]               |
| 1508–1510   | unbekannt                                                | Oliveriana World Map | | eine der wertvollsten in der Biblioteca Oliveriana aufbewahrten Dokumente, Seekarte auf 1220 × 2060 mm großes Pergament gezeichnet (Karte selbst misst insgesamt 1140 × 1970 mm) | |                      |
| 1511        | Vesconte Maggiolo                                        | | Italien | Von 1511 bis 1518 arbeitete er in Neapel, wo er für eine korsische Adelsfamilie den Atlas anfertigte, zu dem auch diese Karte gehört. Sie ist signiert und datiert: „Vesconte de Maiolo, aus Genua, verfasste sie in Neapel im Jahr 1511 am 10. Januar.“; Nordpolarprojektion mit charakteristischer Fächerform. Weniger als 200 Grad erscheinen von den 360 Grad, so dass Ostasien und das Ozeanische Meer unvollständig bleiben. Seine Interpretation der Längengrade innerhalb dieser Projektion setzt die langgestreckten Ost-West-Dimensionen für die Gebiete des Mittelmeers, Europas und Afrikas fort, die auf früheren Karten zu sehen waren. Je weiter südlich, desto ausgeprägter wird dieser Effekt. Etwas westlich vom Nordpol taucht der Name „India ocidentalis“ [Westindien] vielleicht zum ersten Mal auf einer Karte auf. | | [ 38 ]               |
| 1511        | Bernard Sylvanus                                         | | Italien | aus Claudii Ptholemaei Alexandrini Liber geographiae cum tabulis et uniuersali figura : et cum additione locorum quae a recentioribus reperta sunt diligenti cura emendatus et impressus | |                      |
| 1512/ 1516? | Vesconte Maggiolo                                        | | Italien | | [ 41 ] |                      |
| 1512        | Hieronymus Marini                                        | | Venedig | Süden oben | Jerusalem liegt in der Mitte |                      |
| 1513        | Gregor Reisch                                            | Typus Universalis Terrae, Iuxta Modernorum Distinctionem et Extensionem Per Regna et Provincias | Deutschland | veröffentlicht von Gregor Reisch in seiner Margarita philosophica im gleichen Jahr wie der Waldseemüller mit seiner Ptolemäus-Weltkarte erschien, bezieht sich die Karte eigentlich auf die große Waldseemüller-Karte von drei Jahren später (Carta Marina 1516). Entweder basiert die Karte von Reisch auf einer nicht mehr erhaltenen Urform des Werks von 1516, oder (was wahrscheinlicher ist) Reisch kombinierte Waldseemüllers Welt- und Amerikakarte von 1513 zu einer interessanten und frühzeitigen Weltkarte mit Amerika, die der Carta Marina vorausging. | | [ 42 ]               |
| 1513        | Piri Reis                                                | Karte des Piri Reis | Türkei | | Westafrika, Ostküste Amerikas (östliches Anschlussteil verschollen) | [ 43 ]               |
| 1514        | Louis Boulengier                                         | Universalis Cosmographie Descriptio tam in Solido quem Plano | Frankreich | [ 44 ] | |                      |
| 1514        | Cornelius Aurelius                                       | | Niederlande | [ 45 ] | |                      |
| 1515        | Johannes Schöner                                         | Schöner-Erdglobus von 1515 | Deutschland | [ 46 ] | |                      |
| 1515        | Johannes Stabius und Albrecht Dürer                      | Stabius-Dürer-Karte | Deutschland | Das Horn von Afrika ist auf der Dürer-Stabius-Karte stark nach Osten verzogen. Da dies ein typischer Fehler beim Behaimglobus ist, könnte dieser als Vorlage bei der Anfertigung der Karte gedient haben. | |                      |
| 1516        | Martin Waldseemüller                                     | Carta Marina Navigatoria Portugallen | Deutschland | Johannes Schöner (1474–1544) zeichnete eine Reihe von roten Gitterlinien über die gesamte Karte. Die Karte enthält viele Bereiche, die Kreaturen aus der Mythologie und aus realen oder fiktiven Reiseberichten über weniger bekannte Regionen der Erde zeigen. Einer der Schilde ist mit einem einfachen weißen Blatt Papier bedeckt. Während der Konservierung wurden Informationen darunter enthüllt, die eine Liste von Fehlern oder „Errata“ für die Karte enthalten, die von den Druckern auf dem Exemplar in der Library of Congress (einzig erhaltenes Exemplar) korrigiert wurden. | Pazifischer Ozean nicht dargestellt | [ 52 ]               |
| 1519        | Pedro Reinel, sein Sohn Jorge Reinel, und Lopo Homem     | | Portugal | Kreisförmige Weltkarte der portugiesischen Hemisphäre, aus dem Nautischen Atlas der Welt (Miller Atlas) | | [ 53 ]               |
| 1520        | Peter Apian                                              | Tipus Orbis Universalis Iuxta Ptolomei Cosmographi Traditionem et Americi Vespucii Aliorque Lustrationes | Deutschland | Im Laufe der Zeit entschied sich Waldseemüller, die Neue Welt nicht mehr mit „Amerika“ zu beschriften. Keine der Karten in seinem Atlas von 1513 enthält diesen Namen, und auch in seiner Wandkarte von 1516 fehlt dieser Name. Hätte Peter Apian den Namen „Amerika“ nicht für die Neue Welt übernommen, wäre der Name möglicherweise nicht erhalten geblieben. Da Apian ein hoch angesehener Gelehrter und Lehrer war, liegt der Schluss nahe, dass seine Verwendung des Namens Amerika im Jahr 1520 maßgeblich zu dessen Überleben beigetragen hat. Laurent Fries, dessen Initialen auf der Karte erscheinen, war mit ziemlicher Sicherheit der Stecher der Karte. | | [ 55 ]               |
| 1520        | Pietro Coppo                                             | | Italien | war eine der letzten Weltkarten, auf der der „Drachenschwanz“ zu sehen war, der sich vom äußersten Osten Asiens nach Süden erstreckte – das letzte Überbleibsel von Ptolemäus’ Darstellung des Indischen Ozeans, die fast 1500 Jahre zuvor auf dem Festland entstand | |                      |
| 1522        | Lorenz Fries                                             | Orbis Typus Universalis Iuxta Hydrographorum Traditionem Exactissime Depicta | Deutschland | [ 56 ] | | [ 57 ]               |
| 1522        | Lorenz Fries                                             | Tabu(la) Nova Orbis | | [ 58 ] | |                      |
| 1524        | Juan Vespucci                                            | Totius Orbis Descriptio tam Veterum quam Recentium Geographorum | Spanien | [ 59 ] | | [ 60 ]               |
| 1525        | Nuño García de Toreno                                    | Salviati-Karte | | [ 61 ] | | [ 62 ]               |
| 1526        | Juan Vespucci                                            | Planisferio de Juan Vespucio de la Hispanic Society of America | Spanien | [ 63 ] | | [ 64 ] [ 65 ] [ 66 ] |
| 1527 1529   | Diego Ribero                                             | Padrón Real | Spanien | war die offizielle und geheime spanische Meisterkarte, die im 16. Jahrhundert als Vorlage für die Karten auf allen spanischen Schiffen diente. Dargestellt ist ein Faksimile von 1929. | | [ 69 ]               |
| 1528        | Benedetto Bordone                                        | | Venedig | aus „Isolario“ oder „Buch der Inseln“ mit 111 Holzschnittkarten von Inseln, erstmals 1528 veröffentlicht, eine einfache Übersichtskarte mit anmutiger kursiver Schrift und Ziffern auf jeder der Inseln, diente als Referenz für die nachfolgenden detaillierteren Karten. Spätere Ausgaben erschienen in den Jahren 1534, 1547 und 1565. | stark verzerrte Neue Welt, auf dem nur die nördlichen Regionen Südamerikas zu sehen sind. Nordamerika, wird als „terra del laboratore“ („Land des Arbeiters“) bezeichnet, was eine Anspielung auf den damaligen Sklavenhandel in diesem Gebiet sein kann und woher sich auch der Name Labrador ableiten lässt. Interessant ist auch die Darstellung von Ciampagu und damit die früheste bekannte, in Europa gedruckte Karte von Japan als Insel. | [ 72 ]               |
| 1529        | Girolamo da Verrazzano                                   | | | Karte, die die Reise von Giovanni da Verrazzano im Jahr 1524 aufzeichnet; Original im Vatikanischen Museum ausgestellt | | [ 73 ] [ 74 ] [ 75 ] |
| 1530        | Lorenz Fries                                             | Carta Marina Navigatoria Portugalien Navigationes: atque tocius cogniti orbis terrae marisque formae naturam situm et terminos noviter recognitos et ab antiquorum traditione differentes hec generaliter monstrat, 1525 | | verkleinertes Faksimile der Carta marina von Lorenz Fries aus dem Jahr 1530, das wahrscheinlich mit der 1926 in München erschienenen Reproduktion in Verbindung steht | | [ 76 ]               |
| 1531        | Oronce Finé                                              | Noua, et integra uniuersi orbis descriptio | Frankreich | , seine erste Weltkarte ist von etwa 1519 und nutzte bereits die von ihm erfundene doppelherzförmige Kartenprojektion, seine Weltkarte von 1531 ist an die von Johannes Schöner angelehnt (dessen Globus von 1523 stammt), diese Karte ist die erste, auf der der Name Terra australis erscheint | | [ 78 ]               |
| 1532        | Sebastian Münster                                        | Typus Cosmographicus Universalis | | | | [ 79 ]               |
| 1534/ 1536? | Oronce Finé                                              | Recens et Integra Orbis Descriptio | Frankreich | Kap-Verde-zentrierte Stab-Wernersche Projektion | Afrika, Eurasien westlich von Indien, Nord- und Südamerika mit geschätzten Westküsten, kein Pazifik, Terra Australis |                      |
| 1536        | Gemma R. Frisius/Gerhard Mercator/Caspard van der Heyden | Frisius-Erdglobus von 1536 | Löwen | | |                      |
| 1538        | Gerhard Mercator                                         | Orbis imago | Löwen/Antwerpen | erstmals werden die beiden Teile des Doppelkontinents Amerika mit „America“ bezeichnet | | [ 82 ]               |
| 1540        | Battista Agnese                                          | | Italien | Ortelius-Oval-Projektion mit Magellanscher Weltumsegelung und spanischer Handelsroute nach Peru, zwölf Anemoi (Windgötter) | Afrika, Eurasien westl. von Indien (Skandinavien bis Nordpol), Südamerika m. Andeutung eines Südkontinentes, Ostküste Nordamerikas, ab 2. Auflage Kalifornien |                      |
| 1540        | Sebastian Münster                                        | Typus Orbis a Ptol. Descriptus | Deutschland | zwölf Anemoi | Europa, Nordafrika, Asien westlich von Indien, Indik als landumschlossen |                      |
| 1540        | Giovanni Andrea Vavassori                                | Opera di Giovani andrea Vavassore ditto Vadagnino | Italien | Faksimile | | [ 84 ]               |
| 1541        | Gerhard Mercator                                         | Mercator-Erdglobus | Löwen/Duisburg | erster Globus, auf dem Loxodrome dargestellt wurden | |                      |
| 1541        | Nicolas Desliens                                         | | Frankreich | Faksimile der Weltkarte von 1541 | | [ 85 ]               |
| 1542        | Jean Rotz                                                | | Frankreich | Atlantische und Pazifische Hemisphäre in stereografischer Projektion, je acht Anemoi | [ 86 ] |                      |
| 1542        | Alonso de Santa Cruz                                     | | Spanien | „Eine neue, wahrhaftigere und vollständigere Beschreibung der ganzen Welt“ | | [ 87 ]               |
| 1543        | Guilaume Brouscon                                        | | Frankreich | | |                      |
| 1544        | Sebastiano Caboto                                        | | | | |                      |
| 1544        | Sebastian Münster                                        | | Deutschland | | |                      |
| 1544        | Peter Apian                                              | Charta Cosmographica, cum Ventorum Propria Natura et Operatione | Deutschland | | | [ 88 ]               |
| 1544        | Gemma R. Frisius                                         | Carta Cosmographica, con los nombres, propriedad, y virtud delos vientos | Niederlande | sehr ähnlich der Version der „Charta Cosmographica, cum Ventorum Propria Natura et Operatione“ von Peter Apian, 1544 | | [ 89 ]               |
| 1546        | Johannes Honterus                                        | Universalis Cosmographia | Schweiz | | |                      |
| 1547        | unbekannt                                                | „Harleian“ oder „Dauphin“ world map | Frankreich | [ 90 ] | |                      |
| 1548        | Giacomo Gastaldi                                         | Universale Novo | Italien | dargestellte Weltkarte, basierend auf Gastaldis Weltkarte von 1548 in „Atlas Geographia CL Ptolemaei Alexandrini“, Venedig 1548 | |                      |
| 1550        | Sebastian Münster                                        | Typus Orbis Universalis | Deutschland | | |                      |
| 1550        | Pierre Desceliers                                        | | Frankreich | | | [ 91 ] [ 92 ]        |
| ca. 1550    | Antonio Salamanca                                        | kein Titel | Italien | | | [ 93 ]               |
| 1553        | Peter Apian                                              | Charta Cosmographica, cum Ventorum Propria Natura et Operatione | Deutschland | | |                      |
| 1553        | Pierre Desceliers                                        | | Frankreich | | | [ 94 ]               |
| 1554        | Lopo Homem                                               | | Portugal | | |                      |
| 1554        | Battista Agnese                                          | | Italien | mit der Route von Magellan, Ikonographie: Winde. Gebunden in einem Atlas mit vierundzwanzig kartografischen Elementen mit dem Titel „Seekarten von Battista Agnese Anno MDLIV.d.IV.May.“ | | [ 95 ]               |
| 1554        | Sebastian Münster                                        | La Figure Du Monde Universel | Basel | | | [ 96 ]               |
| 1555        | Antonio Floriano                                         | kein Titel | Venedig | Der venezianische Senat erteilte Antonio Floriano aus Udine 1555 ein Privileg (das Renaissance-Äquivalent eines Urheberrechts) zur Veröffentlichung dieser Weltkarte. In seinem Antrag an den Senat schrieb Floriano, dass er seinen „Fleiß und sein Wissen“" eingesetzt habe, um „eine Karte zu schaffen, die noch nie zuvor angefertigt worden ist, mit deren Hilfe man leicht die Kosmographie studieren und erlernen und das gesamte Bild der Welt sehen kann, da es auf eine Kugelform reduziert werden kann“. In dramatischer Weise schrieb Floriano, die Karte habe ihm „so viel Plackerei und Schweiß“, so „schwere Arbeit“ bereitet, dass sie die Vorstellungskraft überfordere. | | [ 97 ]               |
| 1556        | Guillaume Le Testu                                       | | Frankreich | aus: „Cosmographie universelle, selon les navigateurs tant anciens que modernes“ | | [ 98 ]               |
| 1556        | Jerónimo Girava                                          | Typo de la carta cosmographica de Gaspar Vopellio Medeburgense | Mailand (ursprünglich) | Faksimile der herzförmigen Weltkarte von Girava, die ursprünglich in „La cosmographia, y geographia del S. Hieronimo Girava Tarragones“ erschien. Dekorative Umrandung in den beiden unteren Ecken mit 2 Himmelskarten und Illustrationen von Windköpfen und Männern mit Globen. | | [ 99 ]               |
| 1560–1562   | Paolo Forlani                                            | Paulus de furlanis, Veronensis, opus hoc… Cosmographi Dni Jacobi gastaldi Pedemontani Instauravit et dicavit… Iur Vt Doct. et aurato Æquiti Dno Paulo michaeli Vincentino | Italien | 1560 erste Weltkarte von Forlani auf der Grundlage der ovalen Weltkarte von Giacomo Gastaldi aus dem Jahr 1546, auf der Karte sind zwei mehrzackige Kompasse, zahlreiche Seeungeheuer, venezianische Galeeren und andere Schiffe im Meer abgebildet | die nordamerikanische Landmasse ist noch mit Asien verbunden, enthält die erste Nennung von „Canada“ und „Saguenai“ auf einer gedruckten Karte | [ 101 ]              |
| 1561        | Jacopo Gastaldi                                          | Carta Marina Nuova Tavola | Italien | | | [ 102 ]              |
| 1561        | Girolamo Ruscelli                                        | Orbis Descriptio | Italien | aus „La Geografia di Claudio Tolomeo“ | | [ 103 ]              |
| 1564        | Jost Amman                                               | Globus terrestris | Nürnberg? | polare hemisphärische Projektion mit dem Nullmeridian durch die Kanarischen Inseln; Verzierungen mit Schiffen und Meerestieren, an den Ecken befinden sich Winde, Ränder mit den Porträts von sechs Astronomen („AZOPHI ARABUS, HERMETUS, HERMANUS CONTRACTUS, ARATUS CILIX, NICEPHORUS, MESSAHALLUS“) und wissenschaftlichen Instrumenten | | [ 104 ]              |
| 1565        | Paolo Forlani                                            | Universale Descrittione di Tutta la Terra Conosciuta Fin Qui | Italien | Die Weltkarte von Paolo Forlani aus dem Jahr 1560 erschien vierzehn Jahre nach dem ersten Erscheinen des Prototyps der Weltkarte des italienischen Kartografen Giacomo Gastaldi. Die Version von Forlani wurde von dem Venezianer Giovanni Camocio veröffentlicht. Die Karte enthält die erste Nennung von Kanada und Saguenai; die nordamerikanische Landmasse ist noch mit Asien verbunden. Auf der Karte sind zwei mehrzackige Kompasse, zahlreiche Seeungeheuer, venezianische Galeeren und andere Schiffe im Meer abgebildet. | | [ 105 ] [ 106 ]      |
| 1566        | Nicolas Desliens                                         | | Frankreich | Nach Süden ausgerichtete Karte, acht Windrichtungen | | [ 107 ]              |
| 1566        | Guillaume Le Testu                                       | Weltkarte in zwei Hemisphären | Frankreich | | | [ 108 ]              |
| 1569        | Gerhard Mercator                                         | Nova et Aucta Orbis Terrae Descriptio ad Usum Navigantium | Deutschland | erste Karte, auf der die winkeltreue Projektion angewendet wurde | |                      |
| 1570        | Abraham Ortelius                                         | Typus Orbis Terrarum | Niederlande | links unten bei den Wolken ein Riss (Unterschied zur Ausgabe von 1579) | Welt mit Terra Australis anstelle von Australien u. Antarktis, erfundene Westküste Nordamerikas |                      |
| 1570        | Jean Cossin                                              | Carte cosmographique ou universelle description du monde avec le vrai traict des vents | Dieppe | vermutlich einzige erhaltene Karte von Jean Cossin (auch als Jehan und Johan Cossin bekannt), einem Hydrographen aus Dieppe, Sinusoid-Projektion (Meridiane sind Sinuskurven und die Parallelen äquidistante Geraden, die durch die Meridiane in gleiche Teile geteilt werden, nach Mercator (1512–1594) war Cossin erst der zweite Kartenzeichner, der diese komplexe Projektion verwendete) | riesiger südlicher Kontinent, der sich von Feuerland aus entfaltet und den man als wesentliches Gegengewicht zu den Ländern der nördlichen Hemisphäre ansah | [ 109 ]              |
| 1571        | Arnoldus Montanus                                        | | Antwerpen | Frühe Montanus-Weltkarte in Band acht der Plantin Polyglot Bible | | [ 110 ]              |
| 1572        | Benedictus Arias Montanus                                | Pars Orbis | | [ 111 ] | | [ 112 ]              |
| 1572        | Girolamo Porro, Tommaso Porcacchi                        | Discorso intorno alla carta da navigare | Italien | aus „L'isole più famose del mondo descritte da Thomaso Porcacchi da Castiglione arretino e intagliate da Girolamo Porro padovano“ (deutsch: „Die berühmtesten Inseln der Welt, beschrieben von Thomaso Porcacchi aus Castiglione arretino und geschnitzt von Girolamo Porro aus Padua“) | | [ 115 ]              |
| 1573        | Domingo Teixeira                                         | | Portugal | mit Grenze des Vertrages von Tordesillas | eine der ersten vollständigen Weltkarten, auf der die Routen der Schiffe eingezeichnet sind, sowohl die portugiesische von Vasco da Gama mit seinen Besitztümern als auch die spanische von Fernão de Magalhães (sie zeigt das Magellanland, das Diego Ramírez de Arellano noch nicht umsegelt hatte und das er Illa de Xàtiva nannte). |                      |
| 1574        | Georg Braun                                              | Mappa generalis in modum aquilae confecta | Köln | Weltkarte in Adlerform, die Erdoberfläche ist in drei Teilen auf dem Korpus und den beiden Schwingen des mit Wappen bedeckten Reichsadlers dargestellt | | [ 116 ]              |
| 1578        | George Best                                              | | Großbritannien | aus „A true discourse of the late voyages of discouerie, for the finding of a passage to Cathaya, by the Northweast, vnder the conduct of Martin Frobisher generall: deuided into three bookes.“ | |                      |
| 1578        | Gerard de Jode                                           | Universi Orbis seu Terreni Globi in Plano Effigies | Frankreich | mehrere Ausgaben (zweite Version mit zusätzlicher Beschriftung der Meer) | | [ 118 ] [ 119 ]      |
| 1579?       | Abraham Ortelius                                         | Typvs orbis terrarvm | Niederlande | unkolorierte Version der Ausgabe von 1570, zudem wurden die Wolken links unten geändert | | [ 120 ]              |
| 1581        | Nicola van Sype                                          | 1581 – La herdike enterprinse faict par le Signeur Draeck D'Avoir cirquit toute la Terre | | Karte die die Weltumsegelung von Sir Francis Drake zeigt, enthält zwei Bilder und ein Porträt von Francis Drake | | [ 123 ]              |
| 1581        | Heinrich Bünting                                         | Die ganze Welt in einem Kleberblat/Welches ist der Stadt Hannover meines lieben Vaterlandes Wapen | Deutschland | Die Karte wurde in seinem Buch Itinerarium Sacrae Scripturae (Reisebuch der Heiligen Schrift) veröffentlicht. | |                      |
| 1583        | Sebastiao Lopes                                          | | | | |                      |
| 1587        | Rumold Mercator                                          | Orbis terrae compendiosa descriptio | Deutschland | Westliche und östliche Hemisphäre in Stereografischer Projektion, basiert auf der berühmten Weltkarte von Gerard Mercator aus dem Jahr 1569 | Welt mit Terra Australis anstelle von Australien u. Antarktis, erfundene Westküste Nordamerikas | [ 124 ]              |
| 1588        | Sebastian Münster                                        | Die erst General Tafel. Die Beschreibung und den Circkel des gantzen Erdtrichs und Meers innhaltende | Deutschland | Karte ist in Sebastian Münsters Cosmografia erschienen. | | [ 125 ]              |
| 1589        | Gerard/Cornelis de Jode                                  | Totius Orbis Cogniti Universalis Descriptio | Frankreich | Atlantikzentrierte Mercator-Projektion, westliche und östliche Hemisphäre (klein) in Stereografischer Projektion | Welt mit Terra Australis anstelle von Australien u. Antarktis, erfundene Westküste Kanadas, ohne Alaska u. Ostsibirien |                      |
| 1589        | Giovan Pietro Maffei                                     | Indiarum Orientalium Occidentaliumque Descriptio | Italien | dargestellt ist eine kolorierte Version | |                      |
| ca. 1590    | unbekannt                                                | Narrenkappe mit Weltkarte (NOSCE TE IPSVM) | | Als Vorlage für das Blatt diente ein hochformatig angelegter, französisch beschrifteter Stich von Jean de Gourmont aus dem Jahr 1562. Die detaillierte Weltkarte geht dabei auf eine Karte von Abraham Ortelius' drittem Atlas „Theatrum Orbis Terrarum“ zurück, was auf ein Erscheinungsdatum nach 1587 schließen lässt. | | [ 127 ]              |
| 1590        | Petrus Plancius                                          | Orbis Terrarum Typus de Integro Multis in Locis Emendatus | Niederlande | Westliche und östliche Hemisphäre in Stereografischer Projektion | Welt mit Terra Australis anstelle von Australien u. Antarktis, erfundene Westküste Nordamerikas |                      |
| 1594        | Petrus Plancius                                          | Orbis Terrarum Typus de Integro Multis in Locis Emendatus | Niederlande | Westliche und östliche Hemisphäre in Stereografischer Projektion, Hemisphären der Himmelskugel, Landschaft und Einwohner der Kontinente | Welt mit Terra Australis anstelle von Australien u. Antarktis, erfundene Westküste Nordamerikas |                      |
| 1593        | Gerard/Cornelis de Jode                                  | Hemisperium ab Aequinoctiali Linea, ad Circulum Poli Arctici/Antarctici | Frankreich | Zwei Karten: Nördliche und südliche Hemisphäre | |                      |
| 1595        | Jodocus Hondius                                          | Vera Totius Expeditionis Nauticæ | Niederlande | Atlantische und Pazifische Hemisphäre in Stereografischer Projektion mit Weltumsegelungsrouten Francis Drakes und Thomas Cavendishs, Darstellung und Beschreibung von Reisedetails | Welt mit Terra Australis anstelle von Australien u. Antarktis, erfundene Westküste Kanadas |                      |
| 1595        | Abraham Ortelius                                         | Typus orbis terrarum | Niederlande | Nutzungszeitraum der Vorlage 1587–1612 | |                      |
| 1596        | Rumold Mercator                                          | Orbis Terrae Compendiosa Descriptio | Deutschland | [ 129 ] | |                      |
| 1596        | Lambert Andreae                                          | Typus Orbis Terrarum | Deutschland | ähnelt im Stil einer Karte von Mathias Quad | nordamerikanischer Kontinent übermäßig groß dargestellt, Südamerika mit falscher Ausbuchtung an der Westküste abgebildet, im Nordatlantik befinden sich die mythischen Inseln 'Groclant', 'Thule', 'Frischlant' und 'S. Brandam' um Grönland, es gibt eine eindeutige Nordpassage nach Asien | [ 131 ]              |
| 1596        | Matthias Quad                                            | Typus Orbis Terrarum, ad Imitationem Universalis Gerhardi Mercatoris | Deutschland | Weltkarte verkleinert von Mercators planisphärischer Karte von 1596, mit dem Zusatz der Figur Christi in einem ovalen Rahmen im oberen linken Teil und einem Zitat von Cicero im unteren Teil | große „Terra Australis Nondum Cognitae“, die einen Großteil der südlichen Hemisphäre einnimmt. Neuguinea ist eingeschlossen. Einschließlich der mythischen Inseln Groclant, Thule, Frischlant und S. Brandam um Grönland. Deutscher Text auf der Rückseite. | [ 134 ]              |
| 1596        | Johannes Baptista Vrints                                 | Orbis terrae compendiosa descriptio ex peritissimorum totius orbis Gaeographorum operibus desumta | Niederlande | Dekorative doppelte Hemisphärenkarte; die zweitfrüheste gedruckte Weltkarte, die allegorische Vignetten um die beiden Hemisphären enthält nach der Karte von Petrus Plancius, 1594; von den niederländischen Meisterstechern Arnold und Hendrik Van Langren für die erste Ausgabe von Linschotens „Itinerario, Voyage ofte Schipvaert van J.H. van Linschoten“ gestochen | | [ 135 ] [ 136 ]      |
| 1596/ 1597? | Jodocus Hondius                                          | Typus Totius Orbis Terrarum | Niederlande | [ 137 ] | | [ 138 ]              |
| 1597        | Giovanni Antonio Magini                                  | Universi Orbis Descriptio | Italien | sechs Anemoi | | [ 139 ]              |
| 1597        | Cornelius van Wytfliet                                   | Utriusque Hemispherii Delineatio | Niederlande | | |                      |
| 1597        | Giuseppe Rosaccio                                        | Universale Descrittione di Tutto il Mondo [di Gioseppe Rosaccio Cosmographo] | Italien | | | [ 140 ]              |
| 1598        | Giovanni Antonio Magini                                  | Ptolemaei typus | Italien | Ptolemäische Weltkarte | | [ 141 ]              |
| 1598        | Jodocus Hondius                                          | Typus Orbis Terrarum | Niederlande | (Miniaturkarte) | | [ 142 ]              |
| 1598        | Giuseppe Rosaccio                                        | Orbis Terrae Compendiosa Descriptio | | [ 143 ] [ 144 ] | | [ 145 ]              |
| 1598        | Giuseppe Rosaccio                                        | Orbis Descriptio | | | | [ 146 ]              |
| 1599        | Edward Wright                                            | | | | |                      |
| 1599        | Edward Wright                                            | | | | | [ 147 ]              |
| 1601        | Arnoldo di Arnoldi                                       | Universale Descrittione del Mondo | Italien | | | [ 148 ]              |
| 1602        | Jean Le Clerc                                            | Orbis Terrae Novissima Descriptio | Frankreich | Westliche und östliche Hemisphäre in Stereografischer Projektion, Beleuchtungszonen/Zenitverlauf, lateinische Bibelstelle Ps 24,1 | Welt mit Terra Australis anstelle von Australien und Antarktis, erfundene Westküste Kanadas | [ 149 ]              |
| 1602        | Matteo Ricci                                             | Kūnyú Wànguó Quántú | China | Pazifikzentrierte Gesamtkarte, Nord-/Südpolkarten, Sonnensystem(?), Ekliptik(?) | Welt mit Terra Australis anstelle von Australien und Antarktis, erfundene Westküste Nordamerikas |                      |
| 1603        | Hernando de Solis                                        | Tipus Orbis Terrarum | | Atlantikzentrierte Gesamtkarte | Welt mit Terra Australis anstelle von Australien und Antarktis, erfundene Westküste Kanadas | [ 150 ]              |
| 1605        | Paul Merula                                              | Totius Orbis Cogniti Universalis Descriptio | Niederlande | [ 151 ] | | [ 152 ]              |
| 1606/ 1608? | Willem Janszoon Blaeu                                    | Nova Totius Terrarum Orbis Geographica ac Hydrographica Tabula | Niederlande | Gesamtkarte, Nord-/Südpolkarten, sieben Planeten (römische Götter), vier Elemente, vier Jahreszeiten, Sieben Weltwunder; Eine der berühmtesten Weltkarten, die während des Goldenen Zeitalters der niederländischen Kartographie in einem Atlas erschien. Die Karte wurde Blaeus Standardweltkarte in seinen Atlanten bis 1662, als er eine Weltkarte der äußeren Hemisphäre und später eine Polarprojektion der doppelten Hemisphäre hinzufügte, die offenbar nicht zu seinen Lebzeiten, sondern erst später von Valck herausgegeben wurde. | Welt mit Terra Australis anstelle von Australien und Antarktis, ohne Kanada |                      |
| 1608        | Pieter van den Keere, später Jan Jansson                 | – Kopie der Blaeu-Karte von 1606 – Unterschiede: sehr geringe Änderungen an den Kartuschen und dekorativen Verzierungen, zusätzliche Anmerkungen. Die Meerenge von Le Maire wurde im Jahr 1621 hinzugefügt. Danach wurde die Platte an Jan Jansson verkauft, der sie in einigen seltenen frühen Ausgaben seines Atlasses verwendete. Die Karte enthält einige der klassischen kartografischen Irrtümer des frühen 17. Jahrhunderts, darunter die langgestreckte NW-Küste Amerikas, die riesige südliche Hemisphäre mit der schmalen Meerenge zwischen ihr und Südamerika, das unvollständige Neuguinea, das dem großen südlichen Kontinent angegliedert ist, usw. Es gibt auch die spätere und sehr seltene englische Fassung von Moses Pitt aus Oxford. | – Kopie der Blaeu-Karte von 1606 – Unterschiede: sehr geringe Änderungen an den Kartuschen und dekorativen Verzierungen, zusätzliche Anmerkungen. Die Meerenge von Le Maire wurde im Jahr 1621 hinzugefügt. Danach wurde die Platte an Jan Jansson verkauft, der sie in einigen seltenen frühen Ausgaben seines Atlasses verwendete. Die Karte enthält einige der klassischen kartografischen Irrtümer des frühen 17. Jahrhunderts, darunter die langgestreckte NW-Küste Amerikas, die riesige südliche Hemisphäre mit der schmalen Meerenge zwischen ihr und Südamerika, das unvollständige Neuguinea, das dem großen südlichen Kontinent angegliedert ist, usw. Es gibt auch die spätere und sehr seltene englische Fassung von Moses Pitt aus Oxford. | – Kopie der Blaeu-Karte von 1606 – Unterschiede: sehr geringe Änderungen an den Kartuschen und dekorativen Verzierungen, zusätzliche Anmerkungen. Die Meerenge von Le Maire wurde im Jahr 1621 hinzugefügt. Danach wurde die Platte an Jan Jansson verkauft, der sie in einigen seltenen frühen Ausgaben seines Atlasses verwendete. Die Karte enthält einige der klassischen kartografischen Irrtümer des frühen 17. Jahrhunderts, darunter die langgestreckte NW-Küste Amerikas, die riesige südliche Hemisphäre mit der schmalen Meerenge zwischen ihr und Südamerika, das unvollständige Neuguinea, das dem großen südlichen Kontinent angegliedert ist, usw. Es gibt auch die spätere und sehr seltene englische Fassung von Moses Pitt aus Oxford.                                                                                   | – Kopie der Blaeu-Karte von 1606 – Unterschiede: sehr geringe Änderungen an den Kartuschen und dekorativen Verzierungen, zusätzliche Anmerkungen. Die Meerenge von Le Maire wurde im Jahr 1621 hinzugefügt. Danach wurde die Platte an Jan Jansson verkauft, der sie in einigen seltenen frühen Ausgaben seines Atlasses verwendete. Die Karte enthält einige der klassischen kartografischen Irrtümer des frühen 17. Jahrhunderts, darunter die langgestreckte NW-Küste Amerikas, die riesige südliche Hemisphäre mit der schmalen Meerenge zwischen ihr und Südamerika, das unvollständige Neuguinea, das dem großen südlichen Kontinent angegliedert ist, usw. Es gibt auch die spätere und sehr seltene englische Fassung von Moses Pitt aus Oxford. | [ 156 ]              |
| 1609        | Agostino Torniello                                       | Situs Partium Praecipuarum Totius Orbis Terrarum | Italien | Torniellos ungewöhnliche Weltkarte ist dem Werk von Ortelius nachempfunden mit einer ovalen Projektion und wurde in seine Annales sacri et profane aufgenommen; diese Karte stammt aus seiner Ausgabe von 1609 | |                      |
| 1610        | Giuseppe Rosaccio                                        | Universale Descrittione di Tutto il Mondo [ecc. Gioseppe Rosaccio] | Italien | | |                      |
| um 1611     |                                                          | | | Reproduktion der mappa mundi des Kartographen Pietro Vesconte, die ursprünglich von Vesconte für Marino Sanudos Liber secretorum um 1321 angefertigt wurde. Diese gedruckte Reproduktion wurde um 1611 für den deutschen Verleger Johann Bongars' „Orientalium expeditionum historia“ angefertigt. | | [ 158 ]              |
| 1612        | Hessel Gerritsz                                          | | Niederlande | Westliche und östliche Hemisphäre in Stereografischer Projektion | Welt mit Terra Australis anstelle von Australien u. Antarktis, ohne Kanada/Alaska |                      |
| 1616        | Petrus Bertius                                           | Typus orbis terrarum | Niederlande | | |                      |
| 1616        | Petrus Bertius                                           | Typus orbis terrarum | Niederlande | Herausgeber: Jodocus Hondius | |                      |
| 1619        | unbekannt                                                | Nova totius orbis terrarum descriptio | | | |                      |
| 1625        | Jodocus Hondius                                          | Nova Totius Terrarum Orbis Geographica ac Hydrographica Tabula | Niederlande | | |                      |
| 1626        | John Speed                                               | A new and accvrat map of the world : drawne according to ye truest descriptions, latest discoueries & best obseruations yt have beene made by English or strangers | England | erste Weltkarte, die von einem Engländer erstellt wurde, dargestellt ist eine kolorierte Version | | [ 159 ]              |
| 1628        | Robert Vaughan                                           | A New and Accurate Mappe of the World | England | Westliche und östliche Hemisphäre in Stereografischer Projektion, Sonnen- und Mondfinsternis, vier Elemente, Entdecker | Welt mit Terra Australis anstelle von Australien u. Antarktis, ohne Alaska/Westkanada |                      |
| 1628        | Henricus Hondius und Johannes Janssonius                 | Typus Orbis Terrarum | Niederlande | | | [ 160 ]              |
| 1628        | Henricus Hondius und Johannes Janssonius                 | Typus Orbis Terrarum | Niederlande | | | [ 161 ]              |

## 1630–1800: Australien löst Terra Australis ab
| Jahr                                         | Autor/Kartograph                         | Titel | Ort bzw. Land  | Beschreibung, Projektion | Erfasstes Gebiet | Bild mit Quelle |
| -------------------------------------------- | ---------------------------------------- | --- | -------------- | --- | --- | --------------- |
| 1630                                         | Philipp Eckebrecht, Johann Philipp Walch | Noua Orbis Terrarum Delineatio Singulari Ratione Accomodata Meridiano Tabb. Rudolphi Astronomicarum                                                                       | Deutschland    | Eine und zwei halbe Hemisphären in Stereografischer Projektion, Längen von Uraniborg, Einrahmung durch doppelköpfigenReichsadler | Welt mit Terra Australis anstelle von Antarktika, Nordwesten Australiens als Teil Neuguineas, hypothetisches Festland Nordamerikas anstelle der kanadischen Inseln und Alaska, Kalifornien als Insel | [ 163 ] [ 164 ] |
| 1630                                         | Henricus Hondius                         | Nova Totius Terrarum Orbis Geographica ac Hydrographica Tabula | Niederlande    | Die Originalkarte wurde 1630 erstellt und 1631 veröffentlicht. | |                 |
| 1634                                         | Jean Guerard                             | Carte Universelle Hydrographique | Frankreich     | | Welt mit Terra Australis anstelle der Antarktis, ohne Alaska/Westkanada, Nordostsibirien, Südaustralien |                 |
| 1641                                         | Matthäus Merian                          | Typus Orbis Terrarum | Deutschland    | Sonne, Mond, Tetragramm JHWH, Vier Elemente, aus dem Werk: Piazza Universale: Das ist: Allgemeiner Schawplatz, Marckt und Zusammenkunfft aller Professionen, Künsten, Geschäfften, Händeln unnd Handt-Wercken, [et]c.                        | |                 |
| 1652                                         | Claes Janszoon Visscher                  | Nova Totius Terrarum Orbis geographica ac hydrographica tabula | Niederlande    | Um die Karte herum befinden sich oben und unten zwölf römische Kaiser, an den Seiten sechs Gruppen von nationalen Figuren und acht Vignetten der wichtigsten Städte, in den Ecken weibliche allegorische Darstellungen der Kontinente        | | [ 166 ]         |
| 1652                                         | Claes Janszoon Visscher                  | Orbis terrarum typus de integro multis in locis emendatus | Niederlande    | Abbildungen der Jahreszeiten und der Elemente, Notizen und zwei Himmelshalbkugeln, Illustrationen von Kostümen: Hispani – Galli – Itali – Germani – Angli – Belgae – Groenlandi – Chinenses – Javani – Guineenses – Peruuiani – Magellanici. | | [ 167 ]         |
| 1652                                         | Nicolas Sanson                           | L'hydrographie ou description de l'eau au c'est a dire des mers, golfes, lacs, destroits et rivieres principales, qui sont dans la surface du globe terrestre             | Frankreich     | Relief bildlich dargestellt | Kalifornien als Insel | [ 168 ]         |
| 1658                                         | Nicolaes Visscher I                      | Orbis Terrarum Nova et Accuratissima Tabula | Niederlande    | Westliche und östliche Hemisphäre in Stereografischer Projektion, Nord-/Südpolkarte, Sonnenzenitverlauf(?) | Welt ohne Alaska/Westkanada, Südosten Australiens und Antarktis | [ 169 ] [ 170 ] |
| 1660?                                        | Justus Danckerts                         | Nova Totius Terrarum Orbis Tabula | Niederlande    | | | [ 171 ] [ 172 ] |
| 1662                                         | Frederik de Wit                          | Nova Orbis Tabula in Lucem Edita | Niederlande    | Westliche und östliche Hemisphäre in Stereografischer Projektion, Nord-/Südpolkarte, Szenen | Welt ohne Alaska/Westkanada, Südosten Australiens und Antarktis |                 |
| 1664                                         | Joan Blaeu                               | Nove et Accuratissima Totius Terrarum Orbis Tabula | Niederlande    | Westliche und östliche Hemisphäre in Stereografischer Projektion, römische Götter, Gelehrte und weitere Szenen | Welt ohne Alaska/Westkanada, Südosten Australiens und Antarktis |                 |
| 1665                                         | Athanasius Kircher                       | Tabula Geographico-Hydrographica Motus Oceani | Deutschland    | | |                 |
| 1666                                         | Pieter Goos                              | Orbis Terrarum Nova et Accuratissima Tabula/Nieuwe Werelt Kaert | Niederlande    | Westliche und östliche Hemisphäre in Stereografischer Projektion, Nord-/Südpolkarte, Sonnenzenitverlauf(?), vier Winde, Natur und Menschen                                                                                                   | Welt ohne Alaska/Westkanada, Südosten Australiens und Antarktis |                 |
| 1670                                         | Frederik de Wit                          | Nova Orbis Tabula, in Lucem Edita | Niederlande    | | [ 173 ] |                 |
| 1685                                         | A. J. Boormester                         | Nova Totius Terrarum Orbis Tabula | Niederlande    | – Kopie der Visscher-Karte von 1658 – | – Kopie der Visscher-Karte von 1658 – |                 |
| 1689                                         | Gerard van Schagen                       | Nova Totius Terrarum Orbis Tabula | Niederlande    | Westliche und östliche Hemisphäre in Stereografischer Projektion, Nord- und Südpolkarte, vier den Elementen gewidmete Szenen u. a. mit Figuren der griechischen Mythologie                                                                   | Welt ohne Antarktis, Alaska und Südostküste Australiens, Kalifornien als Insel |                 |
| 1691                                         | Alexis Hubert Jaillot                    | Mappe-Monde Geo-Hydrographique | Frankreich     | Westliche und östliche Hemisphäre in Stereografischer Projektion, Sonnenzenitverlauf(?) | Welt mit Terra Australis anstelle der Antarktis, ohne Alaska und Südostküste Australiens |                 |
| 1694                                         | Alexis Hubert Jaillot                    | Nova orbis tabula, ad usum serenissimi Burgundiae Ducis alternativ: Mappe monde ou description du globe terrestre & aquatique presentée a Monseigneur Le Duc de Bourgogne | Frankreich     | Westliche und östliche Hemisphäre in Stereografischer Projektion, figürliche Darstellung der Kontinente sowie der Kardinaltugenden | [ 174 ] |                 |
| 1696                                         | Zahn                                     | |                | | |                 |
| 1700                                         | Nicolaes Visscher II                     | |                | | |                 |
| 1700                                         | unbekannt                                | Bankoku Chikyu Saiken Zenzu [Vollständiger Wegweiser zu allen Ländern der Welt]                                                                                           | Japan          | ovale Projektion | | [ 175 ]         |
| 17??                                         | Vasily Kipriyanov                        | | Russland       | | |                 |
| 1700?                                        | Peter Schenk der Ältere                  | Haemisphaeriorum tabula carthesiana | Amsterdam      | Doppelte halbkugelförmige Weltkarte mit den niederländischen Entdeckungen auf dem australischen Kontinent von 1616–1644 | | [ 176 ]         |
| 1704                                         | Gabriel Bodenehr                         | Carta Hydrographica | Deutschland    | aus Atlas Curieux oder Neuer und Compendieuser Atlas | | [ 177 ] [ 178 ] |
| Ältester Atlas von 1707 (weitere 1712, 1716) | Johann Baptist Homann                    | Planiglobii Terrestris Cum Utroq Hemisphærio Cælesti | Deutschland    | Westliche und östliche Hemisphäre in Stereografischer Projektion, Hemisphären der Himmelskugel, Sommer- und Wintersonnenwende, Anemoi, Naturphänomene                                                                                        | Welt ohne Antarktis; Australien, Ozeanien und Malaiischer Archipel ungenau und teilweise fehlend; anstelle von Alaska und kanadischen Inseln hypothetische Ausdehnung Nordamerikas |                 |
| 1719                                         | nach Herman Moll                         | A Map of the World on wch. Is Delineated the Voyages of Robinson Cruso | Großbritannien | | | [ 180 ]         |
| um 1720                                      | Pieter van der Aa                        | Nova Delineatio Totius Orbis Terrarum | Niederlande    | Westliche und östliche Hemisphäre in Stereografischer Projektion, Götterfiguren | Welt ohne Ostküste Australiens, Westküste Nordamerikas und Antarktis | [ 184 ]         |
| 1721                                         | John Senex                               | A New Map of the World | Großbritannien | | | [ 185 ] [ 186 ] |
| 1730                                         | Daniel Stoopendaal                       | Werelt Caert |                | Westliche und östliche Hemisphäre in Stereografischer Projektion, Ekliptik, Heliozentrisches und Geozentrisches Weltbild, szenische Darstellung von vier Gegenden der Welt                                                                   | |                 |
| 1736                                         | Herman Moll                              | A New Map of the Whole World with the Trade Winds | Großbritannien | Westliche und östliche Hemisphäre in Stereografischer Projektion, Ekliptik, Südpolkarte, vorherrschende Seewindrichtungen, Tetragramm JHWH, 4 bewaffnete Personen (Indianer, Europäer, Araber und Afrikaner)                                 | Welt ohne Antarktis; Alaska/Westkanada, Nordostsibirien sowie Südostaustralien fehlend, Kalifornien als Insel |                 |
| 1738                                         | Johann Gabriel Doppelmayr                | Basis Geographiæ Recentioris Astronomica | Deutschland    | Westliche und östliche Hemisphäre in Stereografischer Projektion, Ekliptik, Beobachtungsdaten einer Sonnenfinsternis, Darstellung astronomischer Geräte                                                                                      | Welt ohne Antarktis, Ostküsten Australiens, Neuguineas und Neuseelands, Nordostsibirien, Alaska und kanadische Inseln; Kalifornien als Insel |                 |
| 1744                                         | Emanuel Bowen                            | New & Accurate Map of All the Known World | Großbritannien | Westliche und östliche Hemisphäre in Stereografischer Projektion, Ekliptik, vorherrschende Seewindrichtungen, szenische Darstellung von vier Gegenden der Welt, Andeutung des überholten Bildes von der Alten Welt                           | Welt ohne Antarktika; Neuguinea und Tasmanien als Teil des australischen Festlands, Japan ungenau, Alaska und kanadische Inseln fehlend |                 |
| 1750                                         | Caspar Bailleul der Jüngere              | Nouvelle Mappe-Monde | Frankreich     | Westliche und östliche Hemisphäre in Stereografischer Projektion, Hemisphären der Himmelskugel, Oberfläche von Sonne und Mond, Sonnen- und Mondfinsternis, verschiedene Theorien des Sonnensystems, figürliche Darstellung der Kontinente    | Welt ohne Alaska/Westkanada und Antarktis; Neuguinea und Tasmanien als Teil des australischen Festlands | [ 189 ]         |
| um 1750                                      | Leonhard Michael Steinberger             | | Deutschland    | Westliche und östliche Hemisphäre in Stereografischer Projektion, Sonnensystem, Mondphasen, Jahreszeitenschema, Himmelskugel, Armillarsphäre, Erdglobus, Figuren mit Sextant, Fernrohr und anderen Geräten                                   | Welt ohne Antarktis; Japan, Malaiischer Archipel, Nordostsibirien, Alaska und kanadische Inseln ungenau oder fehlend, Kalifornien als Insel |                 |
| 1756                                         | Philippe Buache                          | Planisphère physique où l'on voit du pôle septentrional ce que l'on connoit de terres et de mers …                                                                        | Frankreich     | | | [ 190 ]         |
| 1763                                         | Mo Yi-Tong                               | | China          | (Echtheit umstritten) | |                 |
| 1774                                         | Jean Denis Robert Janvier                | Mappe Monde ou Description du Globe Terrestre | Frankreich     | Westliche und östliche Hemisphäre in Stereografischer Projektion | Welt ohne Antarktika, Alaska und kanadische Inseln sowie Südosten Australiens ohne genauen Küstenverlauf | [ 192 ]         |
| 1778                                         | Jacques-Nicolas Bellin                   | Essay d'une Carte Reduite, Contenant les Parties Connuees du Globe Terrestre                                                                                              | Frankreich     | Atlantikzentrierte Gesamtkarte in Mercator-Projektion, Längen von Paris | Welt ohne Antarktika, Alaska und kanadische Inseln sowie Südosten Australiens ohne genauen Küstenverlauf |                 |
| 1778                                         | Robert de Vaugondy                       | Mappe Monde Suivant la Projection des Cartes Reduites | Frankreich     | Atlantikzentrierte Gesamtkarte in Mercator-Projektion, Längen von Ferro, Religionen und Hautfarben der Bevölkerung | Welt ohne Antarktika, Alaska und kanadische Inseln ohne genauen Küstenverlauf, Grönland als mit nordamerikanischem sowie Tasmanien als mit australischem Festland verbunden |                 |
| 1780                                         | Rigobert Bonne                           | Planisphere Suivant la Projection de Mercator | Frankreich     | Atlantikzentrierte Gesamtkarte in Mercator-Projektion, Längen von Paris | Welt ohne Antarktika, Alaska und kanadische Inseln ohne genauen Küstenverlauf, Grönland als mit nordamerikanischem sowie Tasmanien als mit australischem Festland verbunden |                 |
| 1790                                         | Sekisui Nagakubo                         | Chikyū bankoku sankai yochi zenzusetsu | Japan          | eine Kopie der Weltkarte von Matteo Ricci auf einer ovalen Projektion, ins Japanische übersetzt, mit einem unsignierten Vorwort | | [ 194 ]         |
| 1792                                         | J. Elwe                                  | Mappe Monde ou Description du Globe Terrestre & Aquatique | Niederlande    | – Kopie der Jaillot-Karte von 1694 – | – Kopie der Jaillot-Karte von 1694 – | [ 195 ] [ 196 ] |
| 1794                                         | Samuel Dunn                              | A General Map of the World, or Terraqueous Globe | Großbritannien | doppelte Hemisphärenprojektion | Diese Karte entstand kurz nach den Erkundungen von Kapitän James Cook in der Arktis und im pazifischen Nordwesten, so dass der allgemeine Umriss Nordamerikas bekannt war. Die Antarktis ist nicht eingezeichnet, was besonders bemerkenswert ist, da frühere Karten eine imaginäre Antarktis darstellten und zwar bereits 1570 im Westen durch Abraham Ortelius und 1602 im Fernen Osten. Diese Darstellungen waren aber spekulativ, da die Existenz der Antarktis damals noch nicht bewiesen war. |                 |
| 1799                                         | G. G. und J. Robinson                    | A General Chart of the World on Mercators Projection | Großbritannien | Pazifikzentrierte Gesamtkarte in Mercator-Projektion, Längen von London, Reisen von James Cook, Samuel Wallis, Tobias Furneaux uvm. | Welt ohne Antarktika, Tasmanien als Teil des australischen Festlands |                 |
| 1800                                         | I. M. Burucker                           | General Carte der Ganzen Erdkugel | Deutschland    | Atlantikzentrierte Gesamtkarte in Mercator-Projektion, Längen von Paris, Eisgrenzen, Reisen eines „Page“ | Welt ohne Antarktika, kanadische Inseln ohne genauen Küstenverlauf, Tasmanien als Teil des australischen Festlands |                 |